# Litoral (historische provincie)

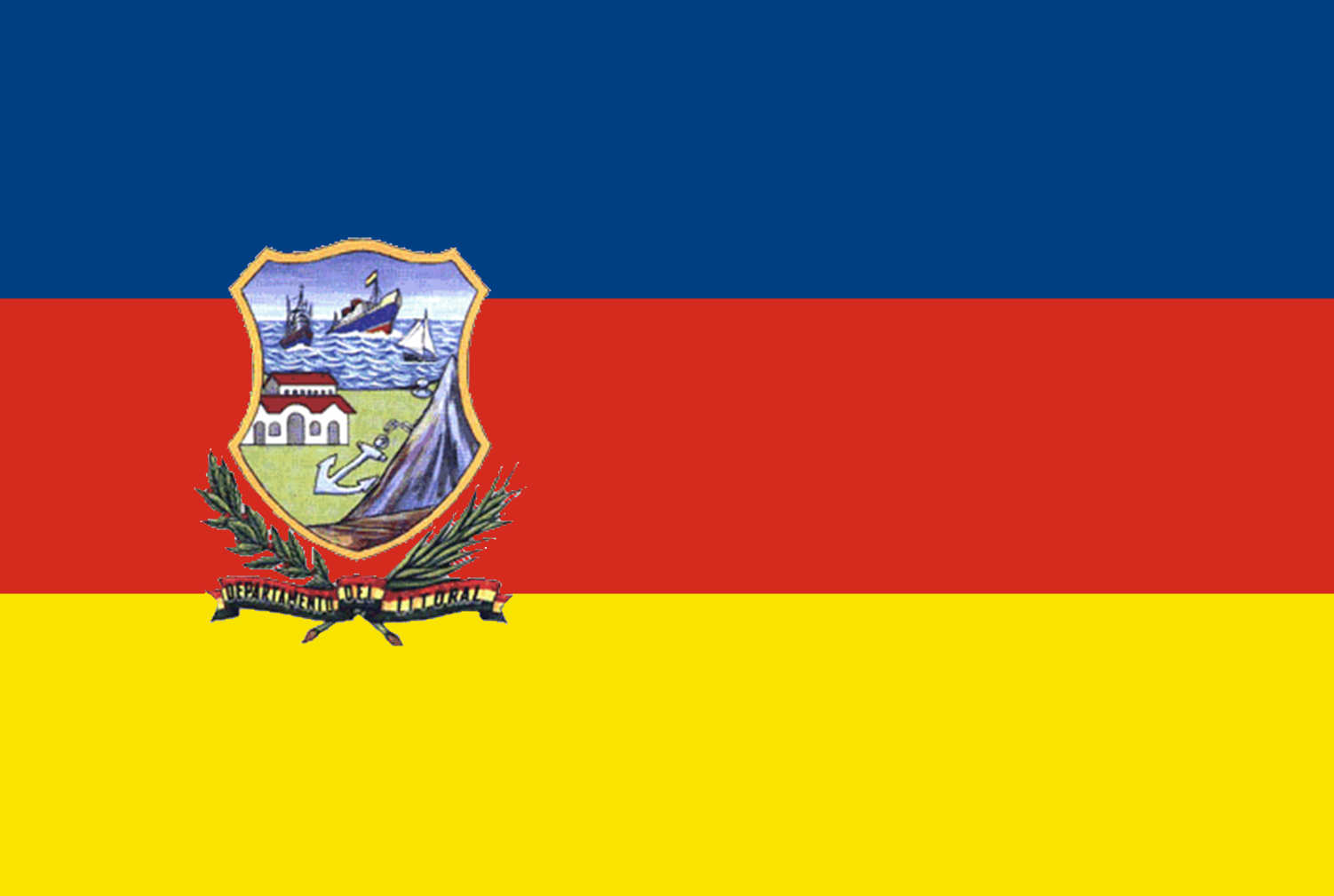
Historische vlag van Litoral, zie het artikel Vlag van Antofagasta.

Litoral (Spaans voor "Kust") was in de 19e eeuw een provincie van Bolivia. Als gevolg van de Salpeteroorlog moest Bolivia de provincie afstaan aan Chili. Tegenwoordig wordt het gebied gevormd door de regio Antofagasta.

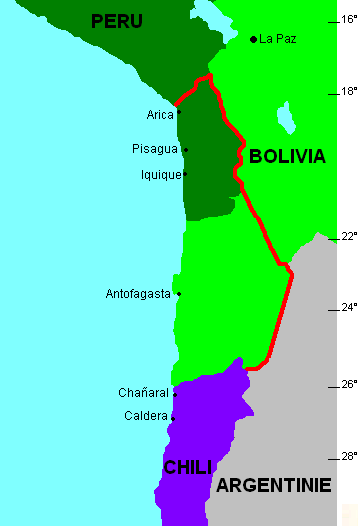
Grenzen van Chili, Bolivia en Peru vóór de Salpeteroorlog. De rode lijn markeert het door Chili veroverde gebied en derhalve de huidige grens. Het lichtgroene gebied ten westen van de rode lijn komt overeen met Litoral.

Wat opvalt in de geschiedenis van Bolivia is het verlies van veel grondgebied aan de buurlanden. Sinds de onafhankelijkheid in 1825 is de oppervlakte van Bolivia ongeveer gehalveerd. Bolivia had, net als Peru, tot 1884 een groot stuk grondgebied in het noorden van het huidige Chili. Belangrijk voor Bolivia was dat het stuk land, de toenmalige provincie Litoral, grensde aan de Stille Oceaan. Na de Salpeteroorlog, die woedde van 1879 tot 1884, verloren beide landen het mineraalrijke gebied aan de Chilenen. Deze oorlog wordt de Salpeteroorlog genoemd, hoewel er ook gestreden werd om de rechten op het winnen van zout en koper in het kustgebied. De Chileense marine besliste de strijd. De export van salpeter bleef tot in de Eerste Wereldoorlog Chili's belangrijkste bron van inkomsten.
Vanaf die tijd heeft Bolivia geen open verbinding meer met de oceaan. Bolivia mocht nog wel een spoorlijn aanleggen die van La Paz naar de havenplaats Arica liep, waar Bolivia tegen betaling gebruik van kon maken.
Sindsdien ligt de Boliviaanse Marine in het Titicacameer. In 2013 probeerde Bolivia bij het Internationaal Gerechtshof het gebied of een deel ervan terug te krijgen. Het beriep zich op toezeggingen van Chili in het verleden. Het Hof vond in de Boliviaanse argumenten geen grond voor een verplichting van Chili om te onderhandelen over een oplossing. Wel vroeg het beide landen om als goede buren de zaak te regelen.